# 빈란드

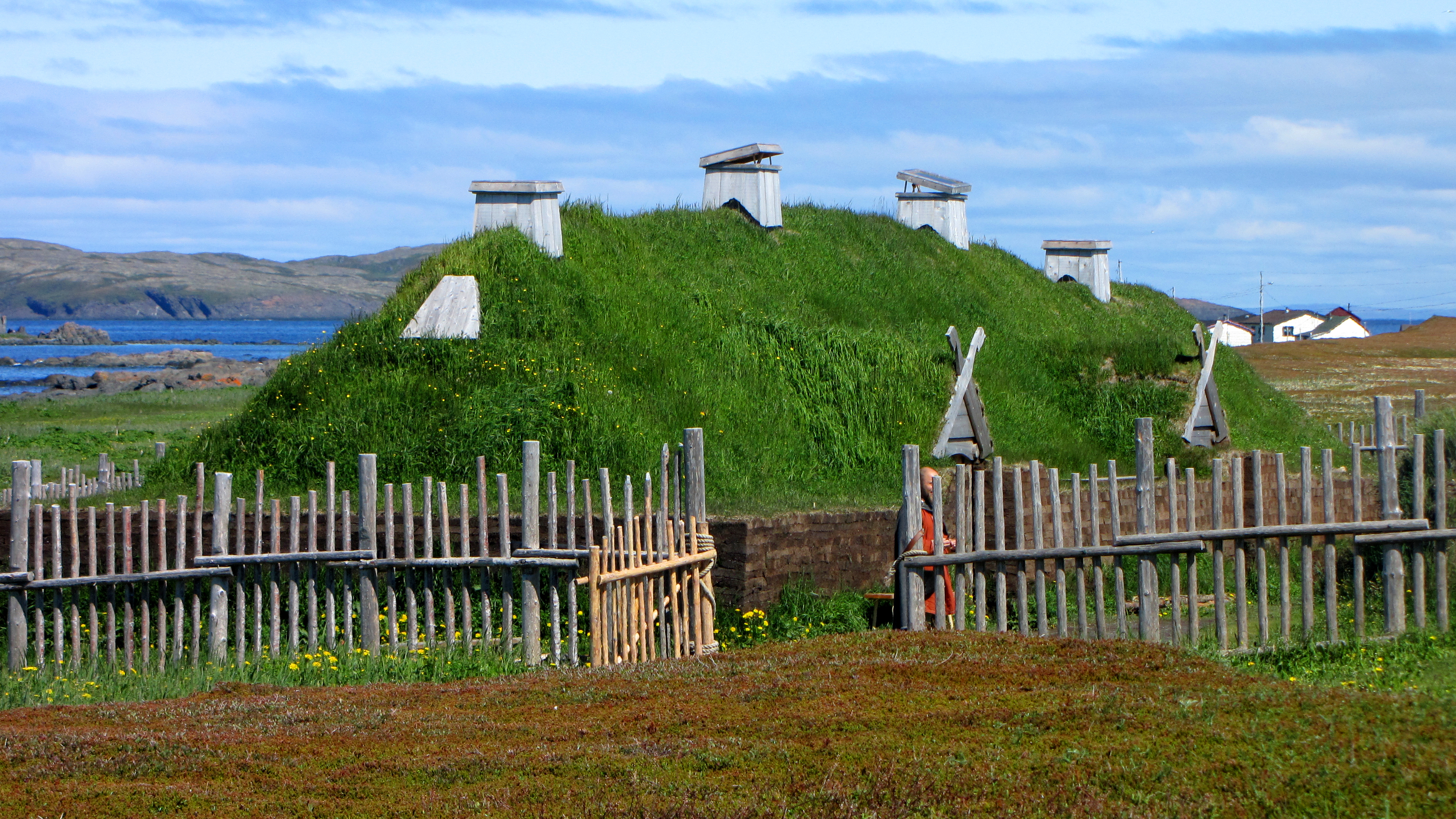
캐나다에 복원해 놓은 바이킹 가옥

빈란드(고대 노르드어: Vínland)는 고대 스칸디나비아 바이킹인 레이프 에릭슨이 명명한 북미의 지명으로 한 때 존재했던 것으로 알려져 있다. 고고학자들은 고대 노르딕 사가에서 바이킹이 1492년 크리스토퍼 콜럼버스의 항해보다 500년 전에 북미에 도달했다는 장기 미결의 이론을 뒷받침했다.
1960년에 단지 북미에 있는 바이킹의 거주지라고 알려진 고고학적 증거가 (그린란드 외부) 뉴펀들랜드섬의 북단에 있는 ‘랑스 오 메도즈’에서 발견되었다. 이것은 결론적으로 북미의 발견이 컬럼버스 이전에 일어났다는 것을 증명하는 것이었다. 최근의 고고학 연구에서는 이곳이 바이킹의 기록에 남아있는 빈란드가 아니라 바이킹이 ‘빈란드’라고 불렸던 더 큰 지역에 들어가는 입구일 뿐이라고 주장하고 있다.
고고학자들이 이곳을 발견하기 전에 빈란드는 단지 전설이나 판타지 이야기 속에서나 등장하는 전설적인 주제였을 뿐이었다. 《붉은 에이리크 사가》(Saga of Eric the Red)와 《그린란드 사람들의 사가》(Grœnlendinga saga)에 그 발견과 정착 이야기가 적혀있으며, 그 전설은 중세인들의 세계관을 탐사하기 위해 해석되어 왔다.

## 개요
스칸디나비아로부터 이주한 북유럽인 레이프 에이릭손(그린란드에 정착한 붉은 에이리크의 아들)이 약 1000년에 북아메리카 대륙의 한 지역에 정착하여 그 곳에 주어진 이름이다. 1960년에 북아메리카 지역(그린란드 외부)에 북유럽인이 정착한 사실에 대한 유일하게 알려진 고고학적 증거가 있다. 지금의 캐나다 뉴펀들랜드 래브라도 주 뉴펀들랜드섬의 북단 끝의 ‘랑스 오 메도스’에서 발견되었다. 이것이 바이킹이 콜롬버스 이전 시대에 북아메리카를 발견했다는 학설을 결정적으로 입증했더라도, 이 정확한 위치에 대한 '북유럽인의 빈란드'는 지금도 논란이 되고 있다. 하지만 학계에서 크리스토퍼 콜럼버스의 항해로부터 대략 5세기 이전에 바이킹이 북아메리카를 도달했다는 학설은 일치한다.
- 참고된 지도는 서적상이 판매를 위해 만든 '가짜 빈란드 지도'로 밝혀진 바 있다. 따라서 아메리카에 콜럼버스보다 먼저 정착한 인물이 있을 수는 있으나 그것은 빈란드와 연관이 없다.

## 같이 보기
- 랑스 오 메도즈
- 블랙베리
- 안티이아
- 이를란드 히드 미클라